# 渋谷区立代々木中学校
渋谷区立代々木中学校（しぶやくりつ よよぎちゅうがっこう）は、東京都渋谷区西原にある公立中学校。西原一丁目の住宅地に所在し、学校の敷地・校舎は緑の多い環境に恵まれた所である。

## 概要
学校は西原一丁目の住宅地に所在し、学校の敷地・校舎は東方に明治神宮、東京都立代々木公園、国立代々木競技場、南方には東京大学教養学部等、都心でも緑が多く環境に恵まれている。北側には京王線と京王新線の初台駅と幡ヶ谷駅が、南側には小田急小田原線と東京メトロ千代田線の代々木八幡駅と代々木上原駅がほぼ同距離にある。敷地と校舎は北、東側を除き公道に面している。

## 歴史
- 1947年（昭和22年）5月5日 - 渋谷区立代々木中学校として開校した。
- 2023年（令和5年）1月 - 全教科 不登校児童・生徒支援調査研究指定校となる[1]。

### 建て替え計画
渋谷区は2022年（令和4年）、教育目標や長寿命化計画を踏まえ、「未来の学校のコンセプト」と「新しい学校施設整備に当たっての考え方」の概要をまとめ、「渋谷区新しい学校づくり整備方針（2023年3月）、渋谷区立小学校と中学校の建て替えロードマップ」を発表した。
- 基本計画・設計期間 - 2023年度（令和5年）〜 2025年度（令和7年）
- 工事期間（解体1年、建築2年） - 2026年度（令和8年）〜 2028年度（令和10年）

## 教育方針
教育目標
「礼儀正しく思いやりのある人間」「社会に貢献しようとする人間」「個性と創造力豊な人間」
中学校の生徒数と教員数
| 年度     | 児童総数 | 1年生 | 2年生 | 3年生 | 教員数 | 職員数 |
| -------- | -------- | ----- | ----- | ----- | ------ | ------ |
| 平成23年 | 194人    | 56人  | 68人  | 70人  | 15人   | 4人    |
| 平成24年 | 177人    | 51人  | 57人  | 69人  | 15人   | 5人    |
| 平成25年 | 156人    | 46人  | 54人  | 56人  | 15人   | 5人    |
| 平成26年 | 206人    | 103人 | 51人  | 52人  | 17人   | 5人    |
| 平成27年 | 277人    | 124人 | 103人 | 50人  | 20人   | 5人    |
| 平成28年 | 368人    | 139人 | 125人 | 104人 | 24人   | 5人    |
| 平成29年 | 383人    | 118人 | 137人 | 128人 | 26人   | 5人    |
| 平成30年 | 357人    | 98人  | 122人 | 137人 | 26人   | 5人    |
| 令和元年 | 364人    | 137人 | 101人 | 126人 | 28人   | 5人    |
| 令和2年  | 371人    | 131人 | 138人 | 102人 | 28人   | 5人    |
| 令和3年  | 388人    | 119人 | 132人 | 137人 | 32人   | 6人    |
| 令和4年  | 409人    | 155人 | 123人 | 131人 | 33人   | 5人    |
| 令和5年  | 390人    | 114人 | 152人 | 124人 | 30人   | 6人    |

## 学校行事
校外学習
渋谷区立小中学校の児童・生徒たちが、校外学習を行う宿泊施設があり、学校が使用しない期間は社会教育団体に開放。利用資格は区内在住、在勤者を主とする社会教育団体。
- 山中高原学園 - 〒401-0501 山梨県南都留郡山中湖村山中263
- 冨山高原学園 - 〒299-2216 千葉県南房総市久枝784

## 通学区域
子供が通学する学校は、住所により指定されている、また、2004年（平成16年）度から学校選択希望制を導入しており、入学を希望する学校を選べる。学校選択希望制は、現行の通学区域を維持したうえで、通学区域外の学校に入学希望出来る制度で、特色のある地域に開かれた学校づくりを推進し、区民から選ばれる学校づくり等を図る。
住所別通学区域
| 代々木 一丁目 | 代々木 三丁目      | 代々木 四丁目 | 代々木 五丁目       | 西原一丁目 - 三丁目 | 大山町            | 初台一丁目 - 二丁目 | 幡ヶ谷 一丁目     | 幡ヶ谷 二丁目                           | 代々木 神園町 |
| ------------- | ------------------ | ------------- | ------------------- | ------------------- | ----------------- | ------------------- | ----------------- | --------------------------------------- | ------------- |
| 5 - 11番      | 1 - 17番 21 - 59番 | 全域          | 13 - 36番 42 - 60番 | 全域                | 1 - 8番 12 - 47番 | 全域                | 1 - 9番 13 - 34番 | 1 - 19番 39 - 42番 44番、46 - 48番 50番 | 3番、4番      |

調整区域
通学区域では調整区域を設けている、通学の距離等を考慮し保護者の申請により指定校の変更が出来る区域。
| 希望校         | 指定校       | 町丁名                  | 番                                  |
| -------------- | ------------ | ----------------------- | ----------------------------------- |
| 上原中学校     | 代々木中学校 | 大山町                  | 1 - 8番、12 - 17番                  |
| 代々木中学校   | 上原中学校   | 元代々木町 代々木五丁目 | 全域 1 - 12番、37 - 41番、61 - 67番 |
| 原宿外苑中学校 | 代々木中学校 | 代々木一丁目            | 5 - 11番                            |

生涯学習・スポーツ
成人のための学習機会の提供、社会教育団体への支援、小中学生のための学習機会の提供、生涯学習施設、口座・イベント情報等の文化・スポーツ教室案内。

## 関係者
出身者
- あおい輝彦（歌手・俳優）
- 荒岱介（左翼活動家）
- 飯野おさみ（俳優）
- 岡田泰平（東京大学教授）
- 今野哲治（俳優）
- 仲雅美（俳優）
- 野田秀樹（劇作家）[9]
- 平沼赳夫（政治家）
- 広部俊明（水中探検家）
- 山田修爾（演出家）
- 吉永小百合（女優）
- 山田涼介（タレント）
- 福田秀憲（Bリーグしながわシティコーチ）
- マリア愛子（モデル）
- 小沢仁志（俳優）
- 野沢直子（お笑いタレント）
- 渡邉りょう（サッカー選手）
- エスパー伊東（タレント）

教職員
- 中川浩一（地理学者） - 元教諭

## ギャラリー
- 北西角公道角から校舎を見る（2015年2月撮影）
- 西側公道から校舎西面を見る（2015年2月撮影）
- 西側公道角から通用門を見る（2015年2月撮影）
- 西側公道から校舎西面を見る（2015年2月撮影）
- 南西公道角から通用門を見る（2015年2月撮影）